# Religioni in Burundi
Il cristianesimo è la religione più diffusa in Burundi. Secondo i dati del censimento del 2008 (l'ultimo effettuato), i cristiani rappresentano circa l'86% della popolazione; il 3,5% circa della popolazione segue le religioni africane tradizionali, il 2,5% della popolazione l'islam e la restante parte della popolazione non specifica la propria affiliazione religiosa.  Stime dell'Association of Religion Data Archives (ARDA) riferite al 2015 danno i cristiani all'88% circa della popolazione e i musulmani al 2,5%; il 5% circa della popolazione seguirebbe le religioni africane tradizionali e la restante parte della popolazione seguirebbe altre religioni o non seguirebbe alcuna religione. Altre stime danno i cristiani al 75% della popolazione, le religioni africane al 20% della popolazione e i musulmani al 3,5%, mentre l’1,5% della popolazione seguirebbe altre religioni. È comunque possibile, come avviene in altri stati dell'Africa, che una parte dei cristiani e dei musulmani segua contemporaneamente alcune pratiche e credenze animiste delle religioni africane tradizionali. La costituzione prevede la separazione fra stato e religione e riconosce la libertà religiosa; i diritti religiosi possono essere limitati solo per salvaguardare l'unità nazionale, la democrazia e la pace sociale. Le organizzazioni religiose devono registrarsi; l'attività di gruppi non registrati o la cui registrazione è stata sospesa è considerata illegale. Nelle scuole pubbliche è previsto l'insegnamento della religione e gli studenti possono scegliere tra corsi di cattolicesimo, protestantesimo ed islam. Le organizzazioni religiose non possono creare partiti politici.

## Religioni presenti

### Cristianesimo
Secondo i dati del censimento del 2008, la maggioranza dei cristiani burundesi sono cattolici (circa il 62% della popolazione); i protestanti e i cristiani di altre denominazioni sono circa il 24% della popolazione.
La Chiesa cattolica è presente in Burundi con 2 sedi metropolitane e 6 diocesi suffraganee. 
Il maggior gruppo protestante presente in Burundi è costituito dagli anglicani, riuniti nella Chiesa anglicana del Burundi, che rappresenta circa l'11% della popolazione; seguono gli avventisti del settimo giorno, che rappresentano circa il 2,5% della popolazione. Sono inoltre presenti i battisti, i presbiteriani, i metodisti, i luterani e diverse chiese pentecostali ed evangelicali.
La Chiesa ortodossa è presente in Burundi con la Metropolia del Ruanda e Burundi, che dipende dal Patriarcato greco-ortodosso di Alessandria. 
Fra i cristiani di altre denominazioni, sono presenti la Chiesa di Gesù Cristo dei Santi degli Ultimi Giorni (i Mormoni) e i Testimoni di Geova. 

### Islam
I musulmani burundesi sono in maggioranza sunniti, con minoranze di sciiti e ismailiti. 

### Religioni africane
La religione tradizionale del Burundi consiste nella venerazione di un Dio supremo chiamato Imana, di una divinità intermedia chiamata Kiranga e degli spiriti degli antenati. 

### Altre religioni
In Burundi sono presenti piccoli gruppi di bahai, induisti e giainisti.